# Kneva plana
Kneva plana är en stekelart som beskrevs av Boucek 1988. Kneva plana ingår i släktet Kneva och familjen puppglanssteklar. Inga underarter finns listade i Catalogue of Life.